# Jeroen van Holland
Jeroen van Holland (Arnhem, 12 juni 1999) is een Nederlandse Youtuber en acteur. Naast zijn Youtube-kanaal met 275.000 abonnees (3 mei 2023) heeft hij meer dan 150.000 volgers op Instagram.
In 2016 kreeg Van Holland een VEED Talent Award. In het najaar van 2018 speelde hij een van de hoofdrollen in de bioscoopfilm First Kiss.